# Faryal
 (août 2025).
Si vous disposez d'ouvrages ou d'articles de référence ou si vous connaissez des sites web de qualité traitant du thème abordé ici, merci de compléter l'article en donnant les références utiles à sa vérifiabilité et en les liant à la section « Notes et références ».
Faryal (persan : فریال Faryâl ; arabe : فَرْيَال Faryāl ; azerbaïdjanais : Fəryal ; tadjik : Фарёл, romanisé : Faryol ; turc ottoman : فَرْیال ; turc : Feryal ; ourdou : فریال Faryāl ; ouzbek : Faryol ; également francisé en Farial ou Ferial ou Feriel) est un prénom féminin d'origine perse utilisé dans tout le monde musulman. Littéralement "Faryal" signifie "enfant de dieu" venant de la racine semtique : Far ( Ber) qui veut dire (fils ou fille "enfant") et yal (El) qui veut dire "Dieu"
C'est un composé des mots persans فر (far) signifiant splendeur et یال (yâl) signifiant cou. La signification générale de ce nom est donc « celle qui a un beau cou ».
Parmi les femmes portant ce prénom on peut citer :
- Faryal (actrice)
- Feryal Özel
- Feryal Clark
- Feryal Abdelaziz
- Feriel Graja
- Feriel Ben Mahmoud
- Feriel Moulaï
- Feriel Choukri
- Feriel Alissia Ouachek
- Ferial Salhi
- Feriel Adjabi